# Ophiomorus kardesi
Ophiomorus kardesi — вид сцинкоподібних ящірок родини сцинкових (Scincidae). Ендемік Туреччини. Описаний у 2018 році.

## Поширення і екологія
Ophiomorus kardesi мешкають на південному заході Антолійського півострова та на сусідньому острові Кастелорізо. Вони живуть у відкритих або напіввідкритих чагарниках фригани, у норах та серед каміння.